# Kurt Wissemann

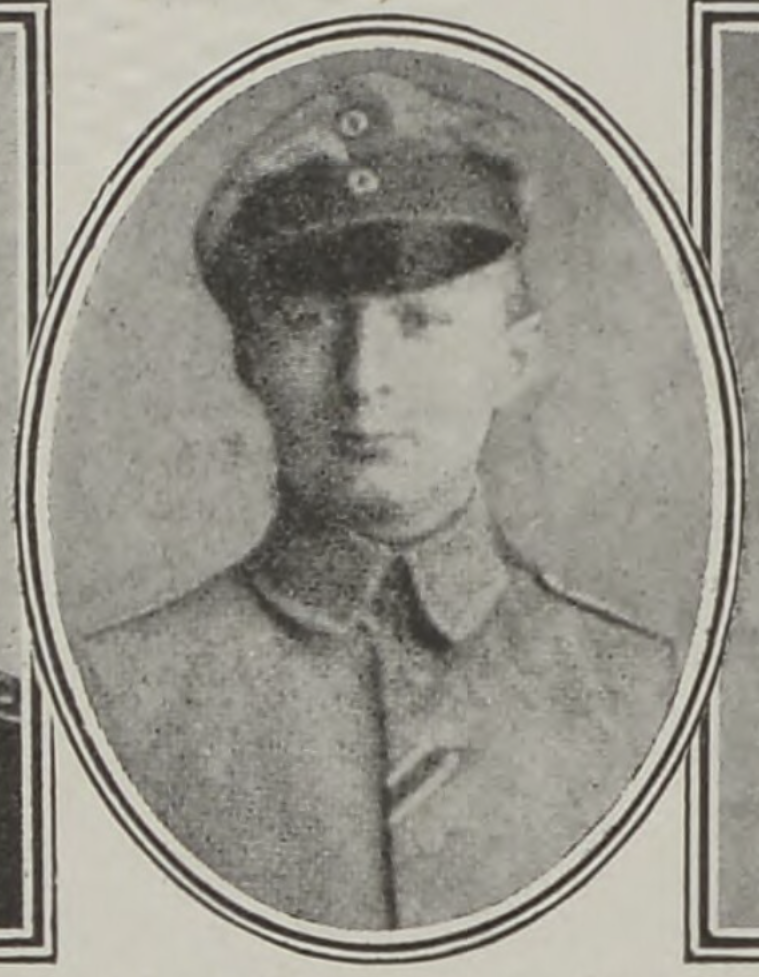
Kurt Wissemann (um 1916)

Kurt Wissemann (* 20. März 1893 in Elberfeld; † 28. September 1917 in Westrozebeke) war ein deutscher Jagdflieger im Ersten Weltkrieg.

## Leben
Wissemann, Sohn des Elberfelder Oberlehrers Johannes Wissemann, besuchte 10 Jahre lang das Gymnasium seiner Heimatstadt, wo er zu Ostern 1912 mit dem Abitur abschloss. Er studierte anschließend Medizin an der Philipps-Universität Marburg. Seit 1912 gehörte er der Marburger Burschenschaft Arminia an. Trotz bestandenen Physikums meldete er sich beim Ausbruch des Ersten Weltkrieges nicht zum Sanitätsdienst, sondern zu den Jägern und kämpfte an der Westfront. Er wurde mit dem Eisernen Kreuz II. und I. Klasse ausgezeichnet. 1916 wurde er Flieger und flog als Fernaufklärer an der Ostfront. Ende Mai 1917 kam er als Leutnant von der Jasta-Schule zur Jasta 3. Zwischen Juli und September 1917 war er in insgesamt fünf siegreichen Luftoperationen der Jasta 3 im Einsatz. Am 11. September 1917 wurde ihm der Abschuss des französischen Jagdfliegers Georges Guynemer zugesprochen, was allerdings umstritten ist. Rund zwei Wochen später wurde er über Westrozebeke in Flandern selbst abgeschossen. Der französische Jagdpilot René Fonck beanspruchte, Guynemer gerächt zu haben. Stattdessen wurde Leutnant Wissemann aber vermutlich am 28. September 1917 nach fünf Luftsiegen von einer Maschine der 56 Squadron des britischen Royal Flying Corps abgeschossen.
Wissemann wurde in seiner Heimat Elberfeld beigesetzt.